# Prudent Beaudry
Prudent Beaudry (ur. 1818, zm. 29 września 1893) – amerykański polityk, burmistrz Los Angeles. Drugi burmistrz Los Angeles francuskiego pochodzenia.

## Życiorys
Prudent Beaury urodził się i wychował w Kanadzie. Do Stanów Zjednoczonych przyjechał studiować w Nowym Jorku. Podówczas był zwolennikiem przyłączenia kanady do USA. Do Kalifornii trafił w okresie gorączki złota, wraz z bratem założył kilka firm świadczących usługi poszukiwaczom złota (jedna z nich – firma pogrzebowa obecnie znana pod nazwą McAvoy O’Hara & Evergreen Mortuary działa do dziś). W 1853 roku przyjechał do Los Angeles, gdzie zajmował się m.in. inwestowaniem w nieruchomości. Specjalizował się także w architekturze i urbanistyce.
W latach 1874–1876 pełnił urząd burmistrza Los Angeles. Jego brat Jean-Louis Beaudry w latach 1862-1866, 1877-1879 i 1881-1885 był burmistrzem Montrealu.